# 金峯山寺

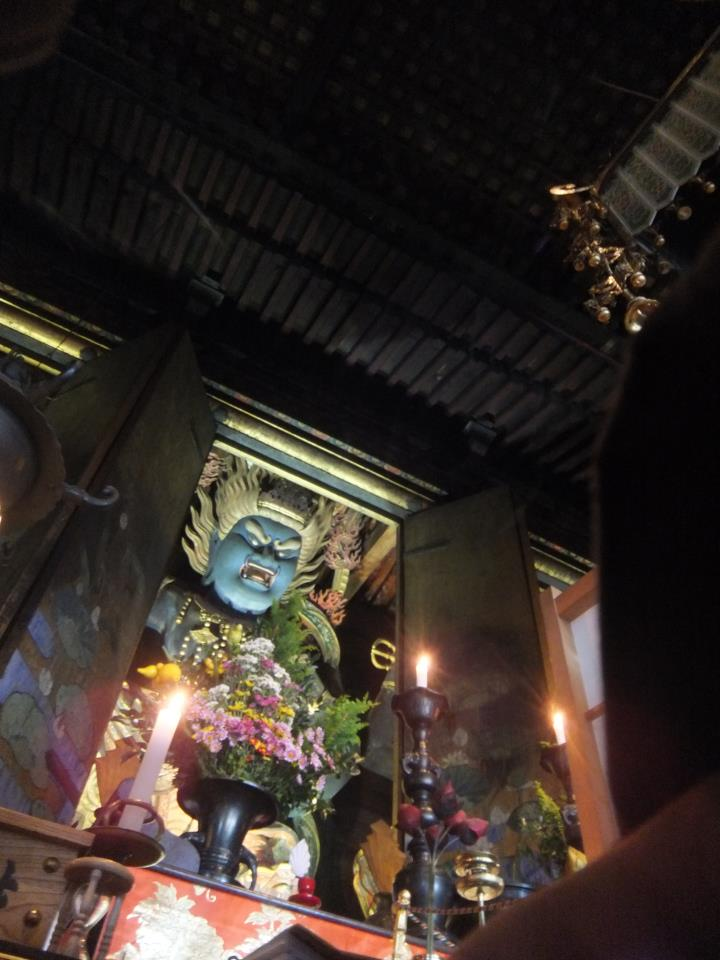
藏王權現

金峯山寺（きんぷせんじ）是座位在日本奈良縣吉野郡吉野町吉野山的寺院，金峯山修驗本宗總本山。山號「國軸山」（こくじくさん）。傳說開基（創立者）為役小角；本尊是安置在藏王堂的三尊藏王權現立像。這三尊本尊立像以巨大而聞名，居中的立像高約七公尺，平常時並不對外開放，因此也被稱為日本最大的秘佛。
現在的藏王堂是1590年由豐臣秀吉出資重建，三尊藏王權現立像是由同樣塑造方廣寺大佛的南都佛師宗貞・宗印兄弟所創作，這段事蹟可在藏王立像內的銘文得知。
金峯山寺所在的吉野山，自古即是賞櫻名勝而廣為人知，日本南北朝時代，這裡也曾經是南朝的政治中心。金峯山並不單指一座山，而是包括吉野山和南面 20 公里左右的大峰山脈中的山上岳（奈良縣吉野郡天川村）在内的山岳聖地之總稱。
吉野・大峯是自古代以來山岳信仰的聖地，平安時代以降，作為靈場聚集許多參詣者。吉野・大峯之靈場和和歌山縣之高野山、熊野三山等構成世界遺產「紀伊山地的聖地及朝聖路」。

## 歷史

### 概要
金峯山寺位于奈良縣南部的吉野山上，據說是由活躍於七世紀的修驗道苦行僧役小角所創建，其主神是藏王權現。 金峯山寺所在的吉野山上還有許多寺社，包括吉水神社、如意輪寺、竹林院、櫻本坊、喜藏院、吉野水分神社和金峯神社等。
其實吉野山並非單一山峰，而是指遍布這些寺社的更廣闊的山脈；也包含吉野山以南约20公里處的吉野郡天川村的山上岳（海拔 1719 公尺），其近山頂處還有一座大峯山寺。吉野山上的金峯山寺和山上岳的大峯山寺，於近代以来被分隔成兩座寺廟，但在這之前，兩座寺院本是緊密而不可分的。金峯山寺被称为「山下的藏王堂」，大峯山寺則被稱為「山上的藏王堂」。因此，金峯山寺最初是一個統稱，範圍包括如上提到的兩間藏王堂和相關的附屬寺院。

### 金峯山寺的藏王權現
金峯山寺的本尊是三尊分別高達七.二八公尺（中尊）、六.一五公尺，（右尊）、五.九二公尺（左尊）的巨像。這是一組獨特的造像，既不是佛教的神像，也不是神道教的造像。這三尊藏王權現的容貌兇惡，背燃火焰、吊目怒視、血盆大口以示憤怒，右腿高高抬起（典型的丁子立像），宛如踏入虛空。這樣的形象既不是佛教起源地印度所有，也非模仿自中國，雖有些西藏密教佛像的神態，但因融入了日本修驗道的信仰，實實在在為日本所獨創。根據修驗道傳承的說法，藏王權現據說是役小角在金峯山修行時感應而得（通過祈禱而顯現）。
這三尊藏王權現立像目前為國家重要文化財，中尊立像內有七份祈禱經文，三尊立像供奉在藏王堂內巨大的佛龕當中。三尊各代表佛教中的垂跡化身，中間的立像是釋迦摩尼佛的垂跡（過去世），右邊是千手觀音（現在世），左邊則是彌勒菩薩（未來世）。三尊秘佛通常不對外公開，只在特殊時間開帳供膜拜。

### 平安時代
金峯山寺中興之祖是平安時代前期真言宗僧侶、也是京都醍醐寺開山祖師而廣為人知的聖寶（諡號理源大師）。
根據《聖寶僧正傳》記述，他在寛平6年（894年）重建了已荒廢的金峯山寺，並修整了參道，建立了一座殿堂以供奉如意輪觀音、多聞天和金剛藏王菩薩。「金剛藏王菩薩」是兩部曼荼羅當中胎藏界曼荼羅的至尊。從那時起，金峯山就成了密教、末法思想、净土信仰相结合而成的山岳信仰修行地，王室貴族們爭相來此朝拜。著名的有：宇多法皇（昌泰3年（900年））、藤原道長（寛弘4年（1007年））、藤原師通（寛治2年（1088年））、白河上皇（寛治6年（1092年））等人。
其中，藤原道長在藏王堂附近營建了的金峯山經塚，是目前已知日本最古老的經塚。埋藏的經筒在江户時代被發掘出来，現在存放在金峯神社（已被指定為國寶）。金峯山寺被視為屬於未來佛之彌勒佛的淨土。在金峯山（山上岳）山頂也建有許多經塚。

### 中世
中世紀晚期後，修驗道主要分成「本山派」與「當山派」兩支。本山派系出天台宗，由園城寺（三井寺）的圓珍創立。該派主要在熊野地區活動，其總本山是京都的聖護院。當山派則屬於真言宗，由聖寶創立；其主要活動重心在吉野，總本山是京都的醍醐寺三寶院。由於金峯山寺與其中興之祖聖寶的關係，當山派與金峯山寺有著密切的關係。在中世纪，金峯山寺在吉野山上有36座寺院，山下更有一百多個分院，更擁有大量僧兵（被稱為吉野大眾），其勢力不亞於南都北嶺（指興福寺和延曆寺的僧兵）。因此藏王堂分别在寛治7年（1093年）、嘉禄元年（1225年）、文永元年（1264年）年三度被燒毀，但每次都得以重建。
元弘二年（1332年）元弘之亂爆發時，後醍醐天皇的兒子護良親王拉攏金峯山寺的僧兵，將吉野山變成其據點，擴建了吉野城，並駐紮在吉野城中。元弘3年（1333年）2月，鎌倉幕府派了二階堂道蘊率領六萬多兵力進攻吉野，護良親王軍寡不敵眾，最終導致村上義光穿著親王的甲冑在二天門自戕，給了護良親王撤退逃命的空檔。二天門在彼時被燒毀，所幸藏王堂平安無恙。
元弘之亂後，後醍醐天皇在吉野建立了南朝，但在後村上天皇時代的貞和4年（1348年）1月28日，足利尊氏的家臣高師直再度討伐吉野山，並放火燒了全境。在那之後藏王堂得到重建，但在天正14年（1586年）燒毀，天正18年（1590年）在豐臣秀吉的捐助下再次重建。慶長年間（1596 - 1615年），豐臣秀賴重建了境內的威德天滿宮。
慶長19年（1614年），德川家康敕命天台宗僧侶天海，成為金峯山寺的住持，金峯山寺至此也被納入隸屬天台宗的日光輪王寺保護傘之下。
明和9年(1772年)日本國學者本居宣長造訪吉野，並在3月8日前往金峯山寺參拜，並瞻仰了藏王堂的三尊藏王權現立像。他在《菅笠日記》中寫道：「三尊塑像看起来都一樣，我看不出有什麼不同。」另外，他也在日記中記錄到在金峯山寺境內安置著寶塔上的九相輪（塔剎）殘骸，可見以前寺境內應有宏偉的寶塔建築。

### 近代
明治天皇即位後對修驗道信仰造成沉重打擊。明治元年(1868年)頒布的《神佛分離令》，命令廢除許多地區長年實行的神佛習合信仰，為了存續，許多寺廟被迫變成神社。6月，金峯山也被政府勒令更改藏王權現的神號，並令僧眾改變信仰立場，但藏王權現像因為信眾設法讓政府單位相信其非佛像，而僥倖逃過被毀的浩劫。
但在明治4年（1871年）開始，金峯山寺屢次接到執行神佛分離的命令，改稱為祭奉金精明神的金峯神社，並且命令整個金峯山全境都必須神社化。明治5年（1872 年）修驗道被廢止，然後在明治7年（1874年）頒布命令，指定金峯神社為本社，山下的藏王堂（現金峯山寺）為口宮，山上的藏王堂（现大峯山寺）為奥宫，金峯山寺被迫廢棄。12月17日，原作為僧坊之一的吉水院被改建後醍醐天皇神社（現在的吉水神社）。
不過，明治12年（1879年），一些曾被改為神社的地方又開始作為寺廟營運。政府之後也因政策過於激進而轉變立場，在修驗道修行者的懇求下，修驗道作為「天台宗修驗派」重新於明治19年（1886年）恢復合法，金峯山寺得以回復成寺院並續存。從那時起，山下的藏王堂變成為金峯山寺，山上的藏王堂則為大峯山寺，兩座寺院分立至今。
二戰結束後，作為天台宗的分支，分派成立了大峯修驗宗，並在昭和27年(1952年)更名為金峯山修驗本宗，金峯山寺成為該宗派的總本山。
平成16年（2004年）藏王堂和仁王門被登錄為世界遺産「紀伊山地的靈場與參詣道」的一部分。

## 金峯山寺伽藍
乘坐纜車在吉野山站下車後，只需走一小段路就能看到金峯山寺的正大門--黑門，從黑門開始，沿途有旅馆、餐廳和土產商店，途中會經過銅鳥居。從吉野山站步行10分鐘即可抵達仁王門，正殿藏王堂則位於仁王門後稍高的地方。

#### 黑門

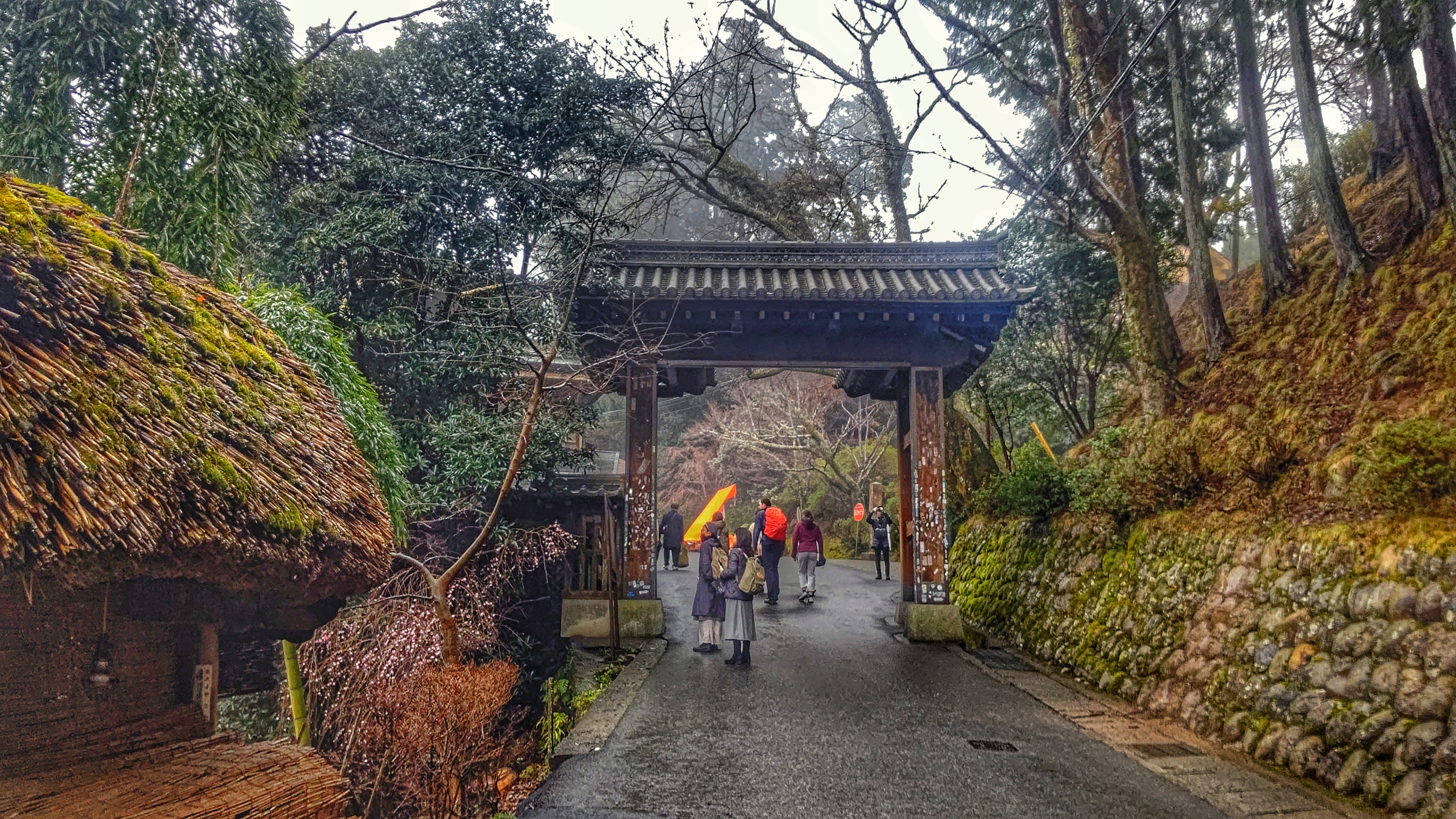
前往金峯山寺時望向黑門

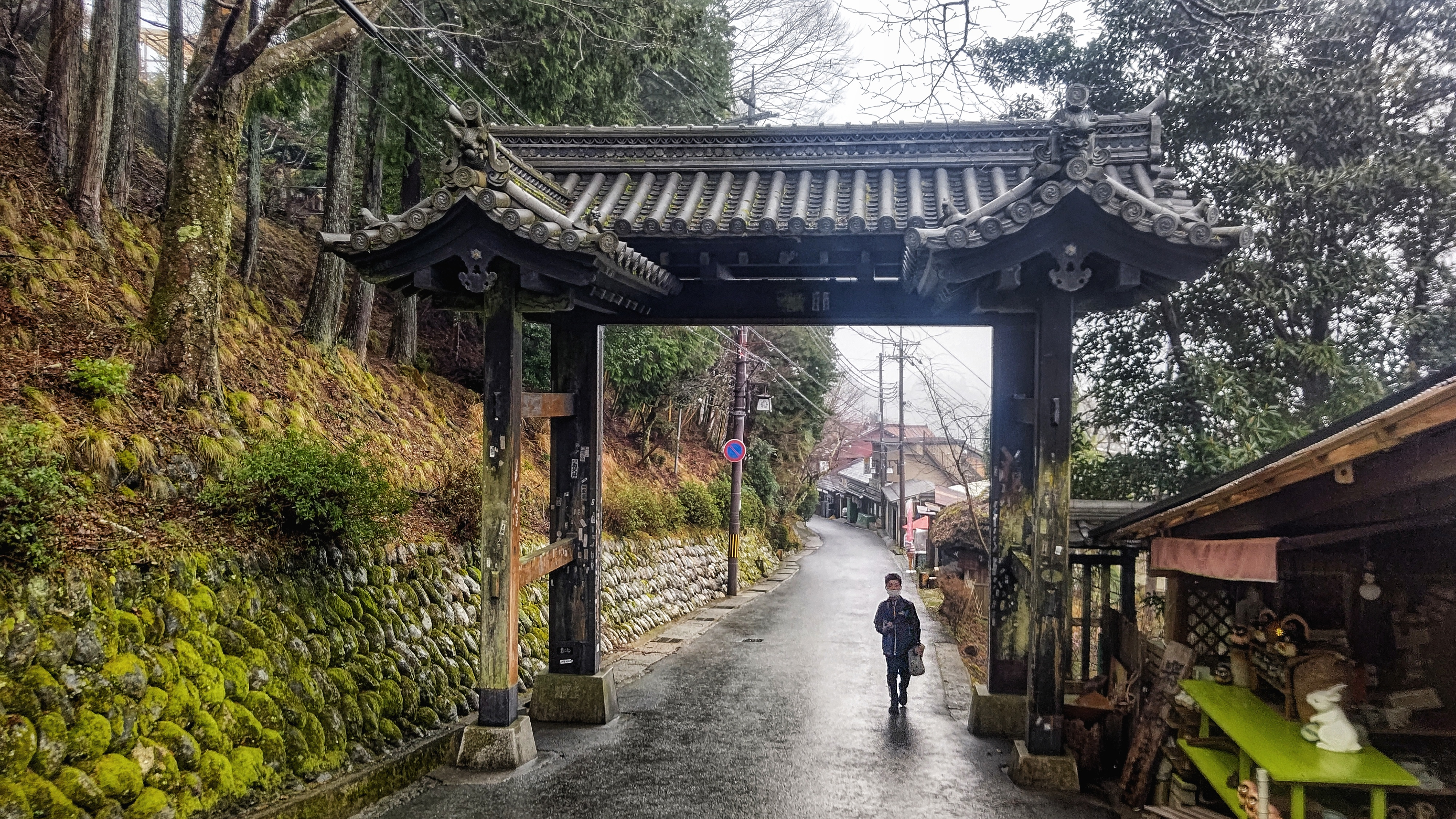
離開金峯山寺後望向黑門

從吉野山纜車站步行幾分鐘，即可看到一座高麗門（一種門樓的形制），因為塗著黑漆，所以被暱稱為黑門。它是金峯山寺的總門。目前的門重建於1985年。

#### 銅鳥居

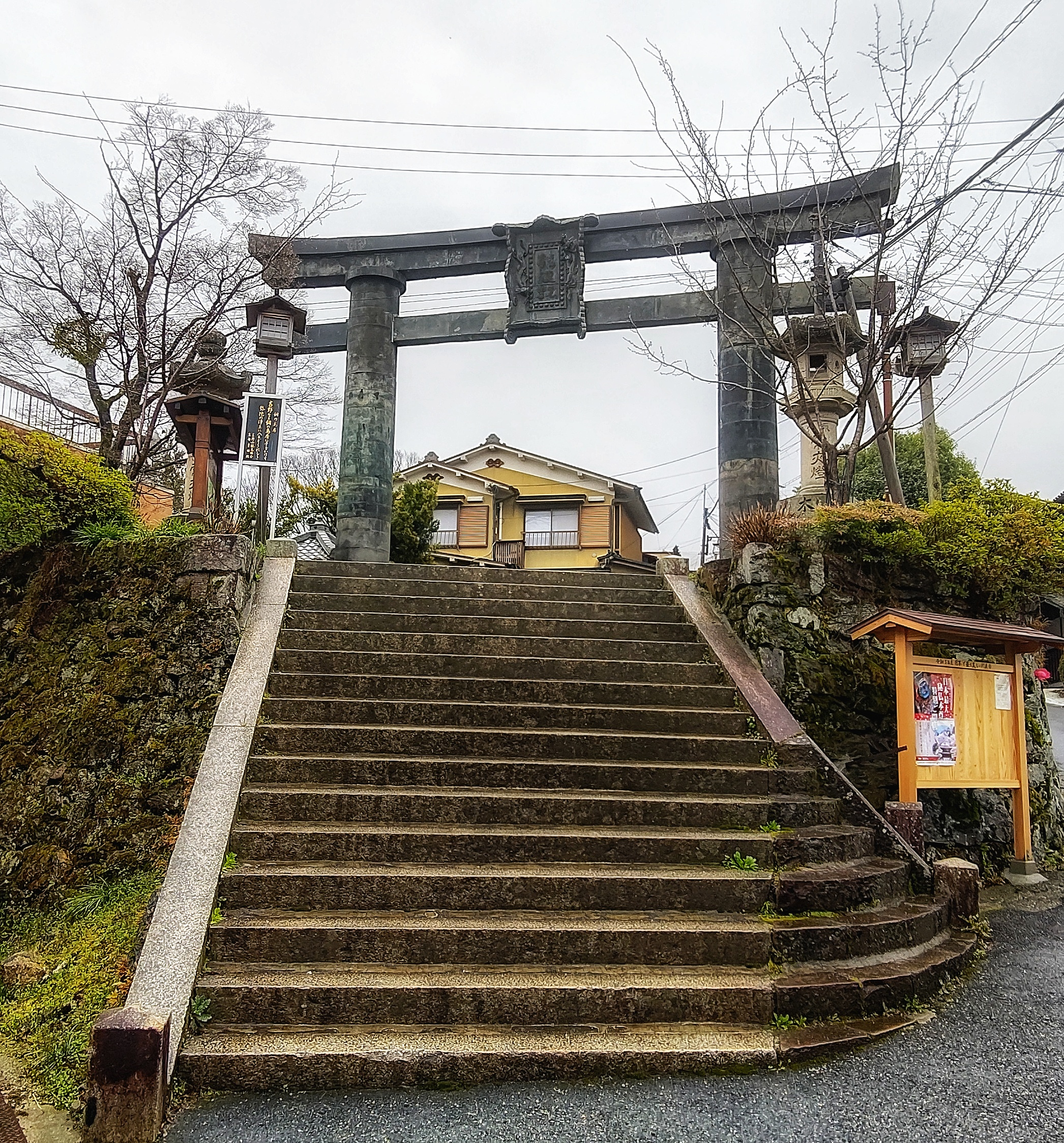
由台階下看向銅鳥居。

銅鳥居上的匾寫著"かねのとりい"（金鳥居之意）。銅鳥居是通往聖域的入口，也是俗界與聖地的分界線。從吉野到大峯山（山上岳）的苦行之路有四座門，象徵著四個悟道階段：分別是發心門、修行門、等覺門和妙覺門；這座鳥居為發心門。鳥居的柱子矗立在蓮花台上，可見神佛習合殘跡。據說當年鑄造東大寺後剩下的銅被拿來鑄成這個鳥居，不過現在的鳥居是在室町時代重建的。

#### 藏王堂

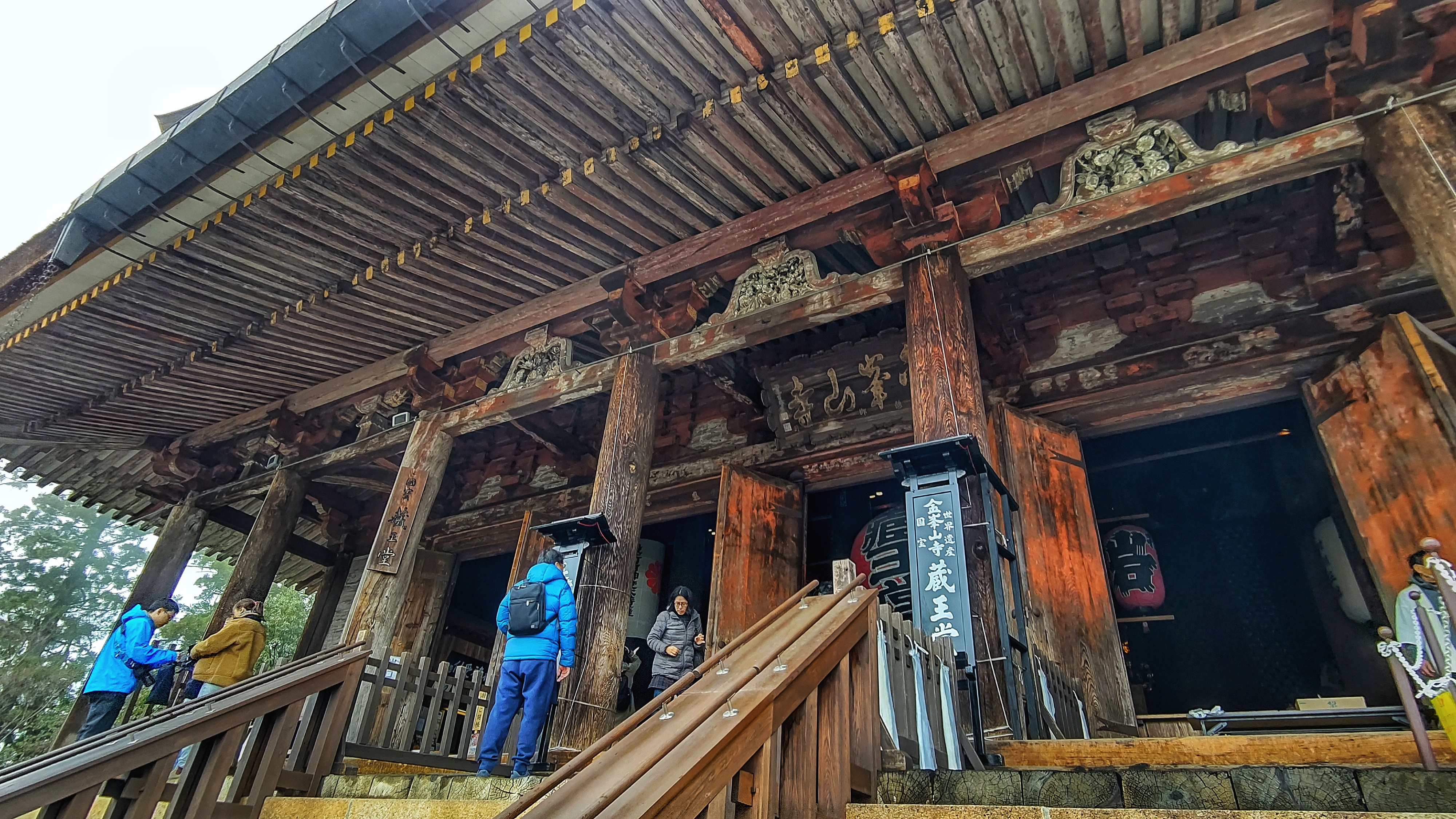
藏王堂一隅

藏王堂是金峯山寺的正殿。里面供奉着金剛藏王權現三巨像和許多其他佛像。據說藏王堂是役小角於白鳳時代所建立。
自平安時代（794-1185 年）以來，藏王堂曾多次被焚毀後重建，據《太平記》記載，正平3年(1348年)，足利氏的高師直攻擊此地時，藏王堂被大火燒毀；天正14年(1586年)，藏王堂再次被大火焚毀。
現存的藏王堂是在天正20年（1592 年）左右建成的。三尊主尊都是秘佛，平時不對外開放；藏王堂本體建築被列為國寶。

#### 仁王門
金峯山寺的仁王門是日本著名的山門之一，採用重層入母屋造，整棟建築高20.3公尺，被指定為國寶。
正殿藏王堂坐北朝南，而仁王門則是坐南朝北。這樣的位置象徵仁王門迎接来自北方（由京阪神地區匯聚）的信眾入山參拜。
大門左右安置著高約5公尺的兩尊仁王像，阿形像於延元3年(1339年)、吽形像則在隔年(1340年)，由來自南都的大佛師康成所塑造。這两尊仁王像都已被指定為重要文化財。
據考證，仁王門始建於南北朝時期。此門從平成30年（2018年）起開始大修，工程預計持續到令和10年（2028年）。目前門內的兩尊仁王像被暫時移置到奈良國立博物館內的佛像館展出。

#### 二天門遺址
二天門曾位在藏王堂南側，方位坐北朝南而建，用以迎接從大峯來的修驗道苦行僧眾。
傳說元弘3年(1333年)1月16日鎌倉幕府軍攻進金峯山寺時，村上義光代替大塔宮護良親王在二天門切腹自盡。雖然一些江户時代的圖畫中畫出了二天門，但實際上二天門在南北朝時期被燒毀之後，就從未重建過。如今在二天門遺址上矗立著一座石碑，上面刻著「二天門跡村上義光公忠死之所」。

#### 觀音堂
主尊是一尊十一面觀音立像。觀音堂建於南北朝室町時代。主尊十一面觀音立像據說是在南北朝時代製作的；本來身旁還供奉著阿難及迦葉尊者立像。這尊十一面觀音立像原本可能是供奉在現已不存的世尊寺內。

#### 愛染堂
此堂主尊為愛染明王。愛染堂在明和7年(1770年)建成，最初是作為藏經閣，後作為護摩堂使用。
昭和58年(1983年)，原被供奉在藏王堂的愛染明王像被遷座至此，從此改名為愛染堂。該像曾供奉在明治初期被廢寺的安禪寺內。

#### 四本櫻

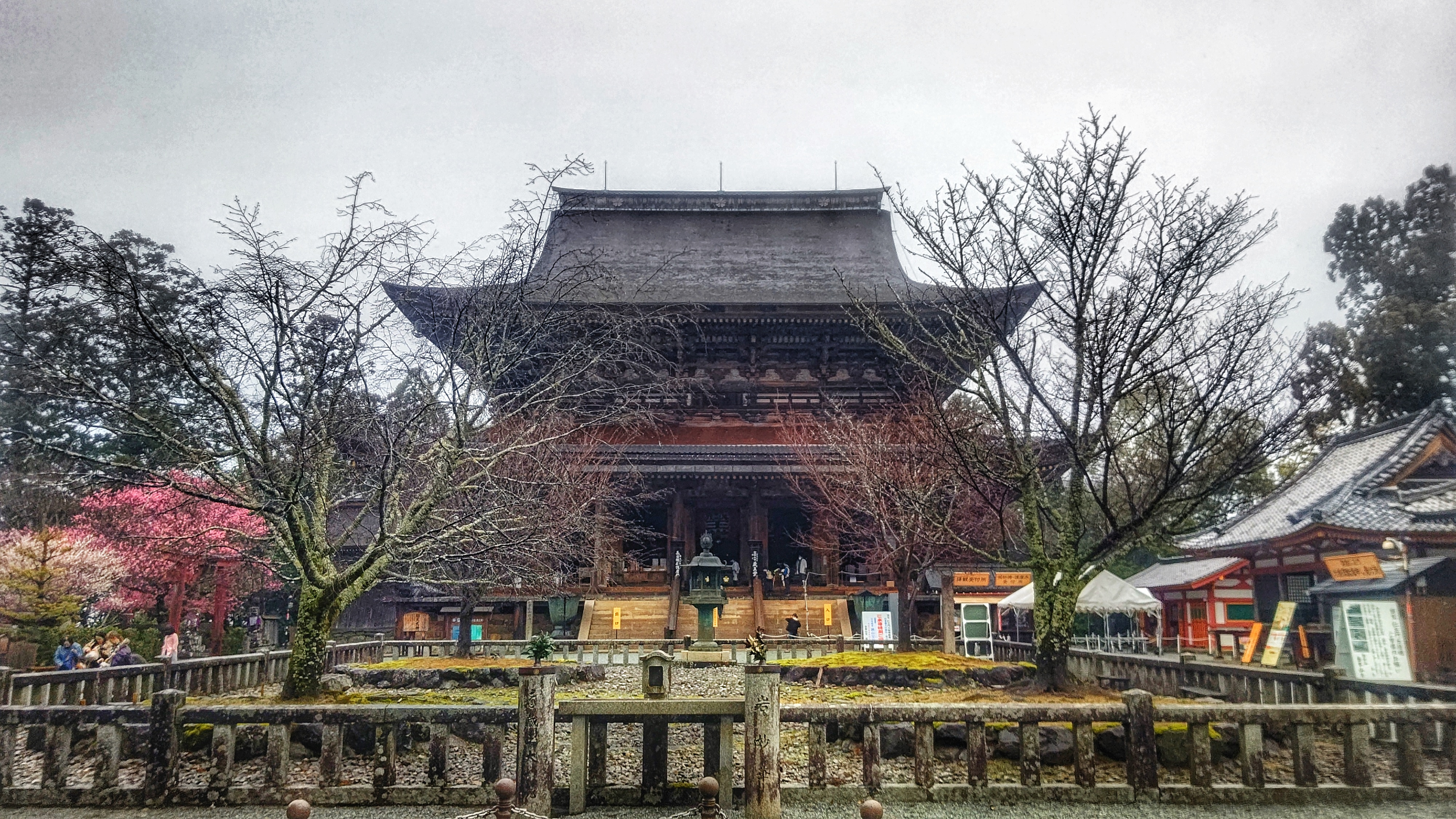
藏王堂前尚未開花的四本櫻

四本櫻就種在藏王堂殿前，以石柵欄包圍，柵欄內還有刻著「大塔宮(だいとうのみや)御陣地」的石碑。石柵内的銅燈籠是文明3年（1471年）所作，現已被指定為重要文化財。
元弘3年(1333年)，大塔宮護良親王遭到鎌倉幕府軍的襲擊，覺悟到吉野即將陷落，親王在這裡舉行了最後的酒宴。這四株櫻花樹就種在當時陣幕的柱子位置上。

#### 藏王權現本地堂
本地堂是趁役行者1,300年忌時，在原本食堂的遺址上興建的。裡面供奉著釋迦牟尼、千手觀音、彌勒菩薩、役行者及前鬼後鬼的塑像。

#### 鐘樓
建於藏王堂西側。建造年代不詳，但有文永元年（1264年）被雷擊而燒毀的紀錄。自江户時代以來，鐘樓一直用來作為告知報時、舉辦佛事所使用。在除夕夜，來參拜的信眾可以敲鐘祈福。

#### 本坊
本坊位在藏王堂北面。作為藏王堂大正整修工程的一部分，於1923 年竣工，並在隔年舉行落成典禮。當時以住持之名被命名為智泉閣。在1983年（昭和58年）寺務辦公所建成前，這裡一直是金峯山寺的寺務所。
該建築除了包括入母屋造的主屋、切妻破風造的配屋和唐破風造的停車廊，還有澡堂、前門樓和儲藏室。正門則是本願寺說教所（原櫻本坊）大門改遷至此。

#### 南朝妙法殿
南朝妙法殿建於1958年，是一座三層佛塔，供奉着南朝的四位天皇及其忠臣、第二次世界大戰的陣亡將士以及無主孤魂也一併奉祀。
過去，這裡曾是後醍醐天皇的居住所在的實城寺。據說舊實城寺的主尊，也就是被奈良縣指定为文化財的木造釋迦如來坐像，如今被供奉在此殿内。而每年10月15日也會在此舉行後醍醐天皇的追悼法會。

#### 聖佛舍利寶殿
聖佛舍利寶殿是為了供奉釋迦牟尼佛的佛骨舍利而建造的。建築位於南朝妙法殿的更深處，沿着通往腦天大神龍王院的參道可以抵達。殿內供奉的佛骨舍利是由印度政府在1967年11月24日餽贈的。

#### 役行者銅像

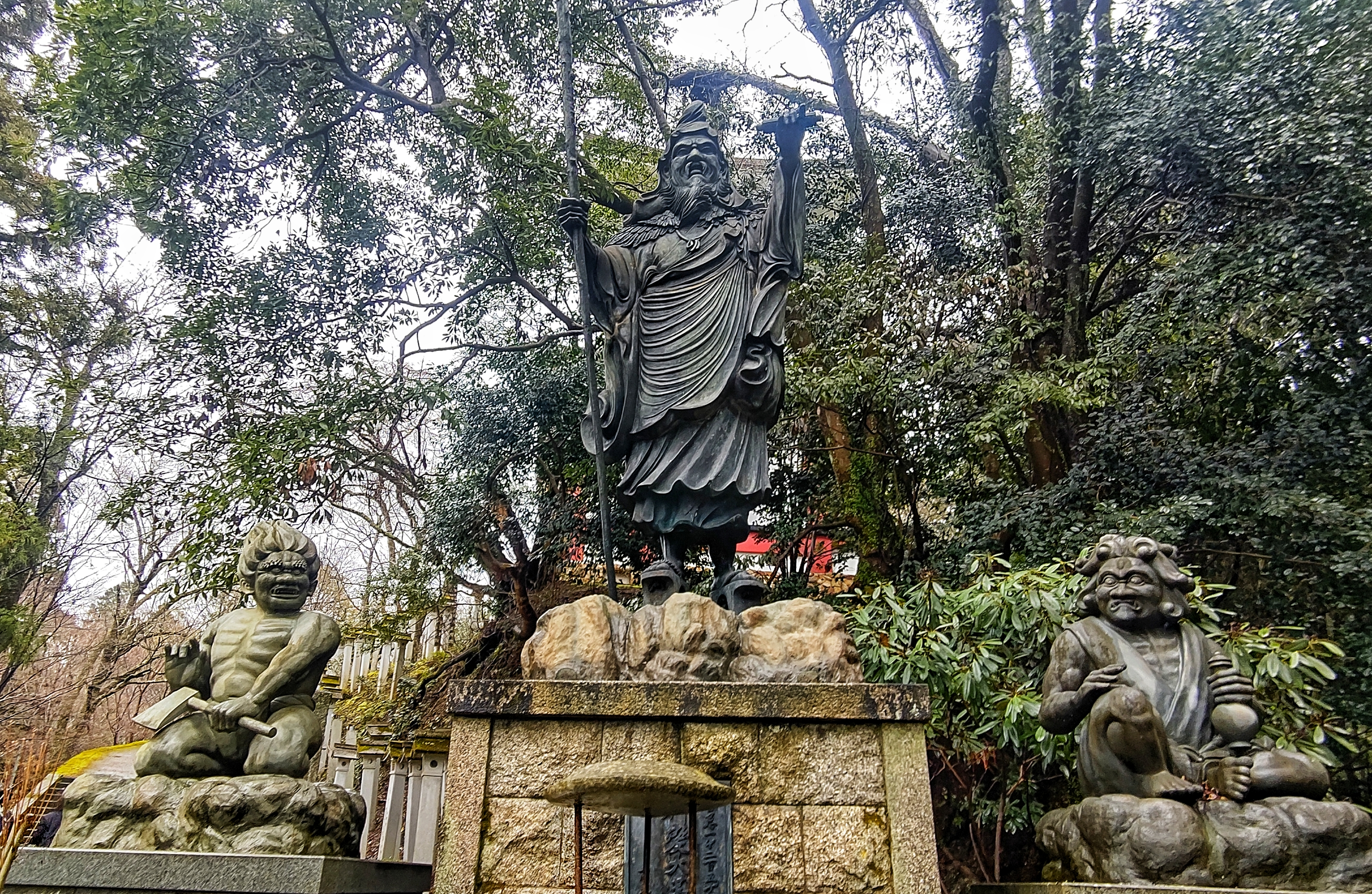
役行者與前鬼後鬼銅像

沿著聖佛舍利寶殿前步道繼續向前，往腦天大神龍王院的方向走，在路上會看到很多石碑，當中就會看到修驗道開山祖師役行者的銅像。在二戰後，當時位於藏王堂西面山谷間的一個瀑布（龍神池），被開闢為女修行者的修行地；這座铜像就於1950年（昭和26年）立於修行場的入口處。
役行者銅像旁還跟隨著一對鬼夫婦。手持斧頭的叫前鬼，手持水瓶的叫後鬼。據說這對鬼夫婦在生駒山的暗峠绑架了人家的孩子，役行者反之透過藏匿了鬼夫婦的孩子引誘出他們，並最終降伏了他們。

#### 腦天大神龍王院
腦天大神龍王院建於1951年（昭和26年），由當時的主持五條覺澄創建，位在藏王堂西側的谷道中。據說有天他在前往瀑布途中看見一條頭劈開的蛇，他就念經迴向給蛇。第二天那條蛇就出現在他夢中，而且還附在某人身上，那人被附身時說道：「供奉我，供奉我。我就是山下那條頭被劈開的蛇，是藏王的化身。要尊奉我為腦天大神，我會救助關於頭部的任何苦痛疾病。」因此，人們在金龍王之地豎立一座神碑；但隨着朝拜者越來越多，神碑被移到了現在的位置而有了龍王院。時至今日，很多人親切的稱呼腦天大神為「脳天さん」（Neoten-san）。
另外，龍王院境內還有一間供奉水子地藏菩薩的寶泉坊，每年8月22日的祭祀會總會吸引眾多參拜者。

## 交通
- 由京都方向前往，搭乘近鐵特急約1小時40分（在橿原神宮前站轉乘吉野線）。
- 由大阪方向前往，搭乘近鐵特急約1小時15分（從大阪阿部野橋站搭車可直達）。
- 由名古屋方向前往，搭乘近鐵特急約2小時55分（在大和八木站或橿原神宮前站轉乘吉野線）。
- 抵達近鐵吉野站之後，往前徒步約五分鐘，抵達吉野大峯纜車千本口站，搭乘纜車上山，約三分鐘左右即可抵達吉野山山上站。

## 參觀時間與門票費用
藏王堂參觀時間為早上八點半至下午四點。
- 平時門票收費（日圓）：成人800円、中學生600円、小學生400円；殘障人士則為各身分區段門票費半價。
- 秘佛本尊特別開放門票收費（日圓）：成人1,600円、中學生1,200円、小學生800円；殘障人士則為各身分區段門票費半價。

## 關連項目
- 修驗道

## 外部連結
- 金峯山修驗本宗總本山 金峯山寺 （页面存档备份，存于）